# Cordia wurdackiana
Cordia wurdackiana là loài thực vật có hoa trong họ Mồ hôi. Loài này được Feuillet mô tả khoa học đầu tiên năm 1997.